# 遍照天
遍照天（へんじょうてん　梵：Subhakiṇṇā）は、三界のうち、色界18天の下位から数えて第9番目の天。色界第三禅の第3番目の天。
この天は、快楽と清浄が周遍（あまねくまわる）、また浄光が周遍するので、遍照天と名づく。
『雑阿毘曇心論』『彰所知論』は、この天での天部の身長が64由旬、寿命が64劫とする。また『仏説立世阿毘曇論』は、寿命を4劫とする。
上部の無雲天と下部の無量浄天の間に位置する天。